# Seven Ages of Rock
Seven Ages of Rock (Siete edades del rock) fue una serie documental de BBC Two, coproducida por la BBC Worldwide y VH1 Classics en 2007, sobre la historia de la música rock.
Tuvo siete episodios de sesenta minutos, reducidos a 48 para el segmento VH1 Classics, con un último episodio de 90 minutos. Se emitía los sábados a las 21:00 (con una repetición en la BBC One los domingos). Cada episodio se centraba en un tipo de música rock, cada uno caracterizado por algunos artistas o bandas. El productor de la serie fue William Naylor, y el productor ejecutivo Michael Poole, exeditor del programa de la BBC The Late Show. La producción se basó en la BBC Bristol, y cada uno de los episodios fue narrado por Julian Rhind-Tutt en la BBC, y por Dennis Hopper en VH1 Classics.
La serie también incluía material adicional difundido en la radio de la BBC, también disponible en su sitio web.

## Estructura de la serie
La serie hace uso intensivo de material de archivo. Las primeras actuaciones de los músicos son intercaladas con entrevistas con otros artistas. Naylor tenía a su disposición entrevistas de otros reportajes de la BBC, tal es el caso de David Bowie, que no estaba disponible para grabar el documental. En una entrevista acerca de la serie, Naylor dice que se había dado cuenta de que había llegado el momento para un renacimiento del rock, porque veía la creciente popularidad de la música un poco incómoda y un poco arrogante, y aclara que es eso precisamente lo que el rock necesita. Incluso se afirma que la música rock nació allí en Londres, el 24 de septiembre de 1966, cuando Jimi Hendrix fue a tocar allí.

## Episodios

### Episodio 1: El Nacimiento del Rock
Jimi Hendrix creció en Seattle en la década de 1950, y aprendió de música en bares, bajo la influencia de músicos y bandas como Howlin' Wolf, B.B.King y Muddy Waters.
El exmiembro de Former Animals, Eric Burdon, dice que Hendrix no era popular en EE. UU. porque era negro, y el blues negro no era popular allí. Mientras tanto, la escena musical inglesa intentaba tocar los registros de blues de Estados Unidos; bandas como The Rolling Stones empezaron a copiar presentaciones de blues americano. Cuando estos empezaron a escribir sus propias canciones, les dieron una orientación más sexual, y el hecho de que blancos tocaran blues lo hizo más aceptable para los EE. UU.
Hendrix se muda a Nueva York, fuertemente influenciado por el blues británico, en especial por Jeff Beck, de The Yardbirds, y Eric Clapton, que se había hecho famoso con John Mayall's Bluesbreakers. Hendrix vivía en Harlem, por lo que también se vio bajo la influencia de Bob Dylan, cuya canción "Like a Rolling Stone" revolucionó el rock. Esto inspiró a Hendrix a cantar, después de haber sido anteriormente autoconsciente de su voz.
Otra banda de Inglaterra que inspiró a la mayoría fue The Who, que creó la moderna etapa teatral; ellos destruían su equipo e instrumentos en el escenario, y golpeaban sus guitarras contra el suelo y a veces contra otras personas. 
Jimi Hendrix llegó a Londres en 1966, después de haber sido descubierto e invitado por su futuro mánager Chas Chandler, integrante de The Animals, con la sola condición de que se dejara presentar a los héroes de la música de Chandler. Hendrix llegó al centro de la escena musical londinense junto con Cream. Luego Chandler fundó The Jimi Hendrix Experience, que se hizo famoso más rápido que cualquier otra banda de rock.
A pesar del éxito en Reino Unido, Jimi era ampliamente ignorado en su país, situación que cambió cuando realizó su presentación en el Festival De Monterrey, en pleno verano del amor. The Who había tocado antes que él, con una agresividad nunca antes vista en Estados Unidos. Hendrix sorprendió aún más con su explosivo sonido, y finalizando su actuación incendiando su guitarra.
Hacia 1966 The Beatles se habían encerrado en su estudio y se habían transformado, de ser una banda pop, en los pioneros de la psicodelia. Cuando Sgt. Pepper's Lonely Hearts Club Band fue lanzado en 1967, Hendrix hizo un cover en uno de sus posteriores shows. Habiendo visto el poder de un álbum de estudio, pasó a grabar Electric Ladyland. Sin embargo, Hendrix estaba cada vez más profundamente hundido en las drogas, y Chas Chandler dejó de ser su mánager.
En 1968, América y Europa se estaban desgarrando por los conflictos nacionales y en el extranjero. The Rolling Stones aprovechó esa situación como un nuevo fervor creativo, y su actuación el Festival de Altamont se convirtió en uno de los más violentos días en la historia del rock. Altamont pretendió reflejarse en el Festival de Woodstock, donde Hendrix hizo una versión de The Star-Splanged Banner que muchos vieron como una declaración en contra de la guerra de Vietnam. Sin embargo, Hendrix empezaba a cansarse de los escenarios, hecho evidente en el Isle of Wight Festival de 1970. Jimi Hendrix murió de una sobredosis accidental en septiembre de ese año. Junto con las muertes de Jim Morrison y Janis Joplin, y la ruptura de The Beatles, se dio por finalizada la etapa de nacimiento del rock.

### Episodio 1 Alternativo: My Generation
La emisión de este episodio en VH1 fue muy distinta al del emitido en la BBC, presentando diferentes artistas, entrevistas y canciones., así como el protagonista, cambiando a Jimi Hendrix por The Rolling Stones. Esto no ocurre en el resto de los episodios, en lo que las variaciones son mínimas.
En la década de 1960, la música de los adolescentes era dulce y sin alma, interpretada por artistas comerciales como Bobby Vintton y Bobby Vee. La música de cantantes de blues como John Lee Hooker, Muddy Waters y Howlin' Wolf era poderosa y rebelde, y había salido de la lucha de una forma habla a la clase obrera británica, cosa que no se interpretó en la América blanca.
En 1962 se forman The Rolling Stones y empiezan a tocar en el club Crawdaddy en Richmond. El blues con un toque británico resultó ser un éxito entre los adolescentes. Su espacio en el club Crawdaddy fue tomado por The Yardbirds, que trató de producir su propio sonido en el blues de la mano de su guitarrista Eric Clapton, considerado un dios por algunos. Sin embargo se separó de The Yardbirds luego del éxito comercial, para convertirse en un músico de Blues en serio. The Rolling Stones comenzaron a escribir sus propias canciones, cargadas de arrogancia y sexo.
Una nueva ola de bandas fue surgiendo en ese momento. The Kinks produjo un sonido áspero electrificado que sirvió para ampliar sus posibilidades musicales. Inspirados en ellos, The Who muestra una imagen compuesta de pop Art y rock rápido. En 1965, considerado el año cero del rock, The Who publica una canción que define la época, My Generation, considerada increíblemente innovadora, tanto por su sonido como por su mensaje rebelde. 
The Animals había abierto el camino a estas bandas con el regrabado de the House of Rising Sun, cuando apareció, luego de que Bob Dylan hiciera un cover de la canción desde la escena folk de Nueva York. Él se inspiró en estas nuevas bandas, tomando un sonido eléctrico con the Wild Thin Mercury sound of Rock Music, que añade sofisticadas letras al rock.
De regreso en Gran Bretaña, Eric Clapton encuentra la libertad creativa en su propio grupo Cream, y eran mucho más calificados musicalmente que otros grupos del momento. Tomaron el lenguaje y el estilo de los blues que poseían interminables solos de guitarra. Su segundo álbum Disraeli Gears combinó el blues y la psicodelia llena de drogas, lo que muestra el potencial artístico del rock. 
Cuando The Who tocó en el festival de Monterrey, innovaron por la actuación en directo de la canalización de la agresión, tocando a alto volumen y destruyendo sus instrumentos. Esto estableció al festival como centro del rock y marcó el final de la inocencia que había traído el verano del amor.
La gente estaba preocupada a causa de la guerra de Vietnam y el malestar social iba en aumento, por lo que después del Festival de Woodstock, el negocio empezó a descender. Este nuevo estado de ánimo se canalizó por The Rolling Stones utilizando esa oscuridad como nuevo celo creativo. Sin embargo, se hundieron en su propia oscuridad con la muerte de Brian Jones y el caos del festival de Altamont, donde la inocencia de los sesenta finalmente murió.
Origen del Título: Canción de The Who, del álbum The Who Sings My Generation.

### Episodio 2: Art Rock.White Light, White Heat
En 1967, Pink Floyd publica la canción Arnold Layne, cuya historia habla del robo de ropa a un travesti. Esto introduce un nuevo concepto a la música pop, la psicodelia. Eso mismo hizo Andy Warhol en EE. UU. con The Velvet Underground; convertir sus presentaciones en vivo en espectáculos multimedia. Warhol tuvo la idea de proyectar películas sobre el fondo del escenario. El artista Peter Jenner hizo con Pink Floyd lo que Warhol había hecho con The Velvet Underground, ilustrando las canciones que estos componían, y luego proyectándolas detrás de la banda; lo que efectivamente fueron los primeros clips de música en la pantalla grande. Los shows eran cada vez más extraños, pero otros músicos siguieron la idea. David Bowie se inspiró en la rareza de The Velvet Underground y en la locura de Syd Barrett, miembro de Pink Floyd (como lo demuestra en Jugband Blues). Bowie creó un alter ego llamado Ziggy Stardust, lo cual le dio una excusa para vestirse en el escenario. Peter Gabriel, de Genesis, hizo algo parecido a lo de Bowie, solo que salió a escena vestido de zorro, sin que siquiera el resto de la banda supiera lo que iba a hacer. “Comparado con lo que llevaba Gabriel en el escenario, la ropa de Bowie parecía para una noche en el pub”.
Otra cosa nueva en la música era que se estaba experimentando con los sonidos. Roxy Music presentó un oboe al rock. Pink Floyd se preguntaba como sonaría un piano a través de un altavoz Leslie, lo que resultó en la introducción de Echoes, una pieza que duraba toda la cara B del álbum Meddle.
En el escenario, las canciones también podían durar mucho más que en los discos. Como los espectáculos eran cada vez más grandes y multitudinarios, Pink Floyd se sentía cada vez más alejado de la audiencia, y en señal de ‘protesta', colocaron en el escenario, ente ellos y el público, un gran muro que simulaba ser de enormes ladrillos, y usaban grandes títeres, durante la interpretación del disco The Wall. La interacción con el público así, era casi nula. Ese gran montaje solo pudo realizarse cuatro veces en vivo, pero marco el fin de otra edad del rock.
En este episodio, las canciones de The Velvet Underground que aparecen no son las mismas que están en la página Web de la BBC. Venus In Furs se sustituye por All Tomorrow's Parties.
Origen del Título: Canción de The Velvet Underground, del álbum White Light/White Heat

### Episodio 3: Punk Rock. Blank Generation
En 1975, la ciudad de Nueva York estaba cerca de la quiebra, no había diversión. Londres fue un poco mejor. En esta historia de dos ciudades, desde el peor de los tiempos llegó el mejor de los tiempos: el Punk Rock regresó a las raíces. La gente veía un espectáculo del cual obtenía la idea de que podrían hacerlo ellos mismos, y de eso se trata el Rock & Roll. El movimiento punk fue bricolaje; se inventaron bandas y la ropa que usaban. 
The Ramones cantaba acerca de la vida de la calle de los niños de Queens. Sex Pistols empezaron cantando clásicos covers mod de The Who, pero pronto transformaron al clásico estilo que marcó la época.
El Punk fue la rabia de la clase “los punks de Nueva York eran bohemios o aspiraban a serlo, y todos los punks de Londres eran yobs o aspiraban a serlo” Según el Sex Pistols Johnny Rotten, eso no era indignante “sufrimos, y eso puede joderte”.

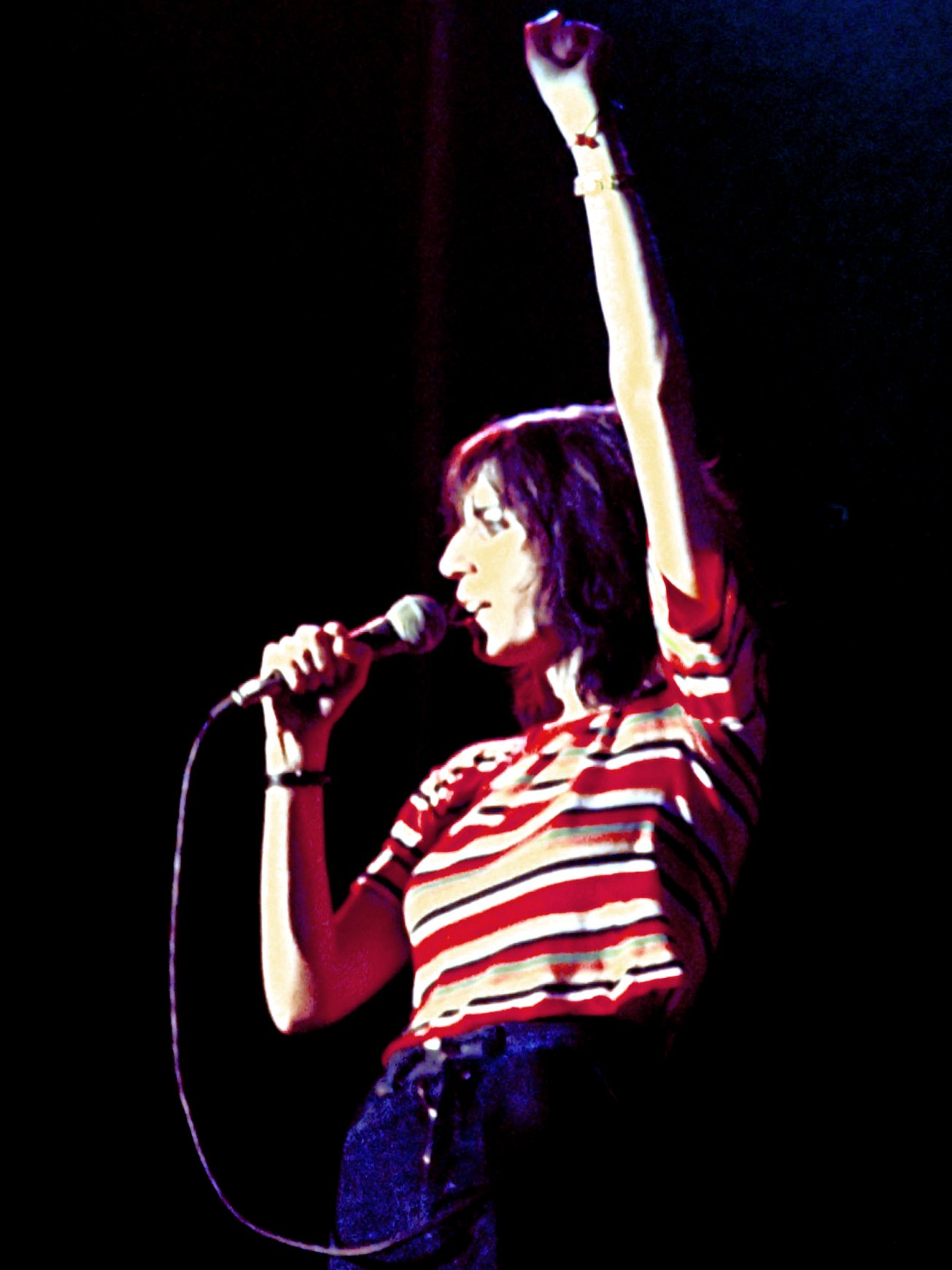
Patti Smith en un show en 1976

El Punk era hacer cosas nuevas, y así lo hicieron bandas de chicas como Siouxsie & the Banshees, abrieron nuevos caminos. Viv Albertine dijo: “queríamos hacer cosas nuevas, y el punk fue lo suficientemente abierto para dejarnos hacerlas”. Patti Smith no sólo lo hizo sobre la música, sino también sobre el lenguaje, casi como un estilo libre rapero “escupir sobre algo que va bien en tu cabeza”.
Cuando the Sex Pistols fueron a Nueva York querían mostrar lo realmente punk que eran, pero eso los destruyó. No se divertían, por lo que decidieron tomar el extremo de que en su último show en San Francisco, en 1978, presentado en su estridencia normal, cierran con una canción de The Stooges, ‘No Fun'. Antes de salir del escenario, Jhonny Rotten dice: “¿alguna vez tuvieron la impresión de que han sido engañados?”. Rotten más tarde agregó: “ese comentario fue dirigido a todo el mundo, incluidos nosotros.
Las canciones que aparecen varían con las de la página Web de la BBC. Esto incluye la apertura del episodio con ‘No Fun', de The Stooges (interpretada por the Sex Pistols), The Buzzckocs también tocaron Boredom y Ever Fallen in Love (With Someone You Shouldn't've), The Slits solo aparecen con la canción Typical Girls, en lugar de las tres que figuran en la página; Public Image Ltd figuran con Poptones. También aparece The Clash tocando London Calling
Origen Del Título: Canción de Richard Hell and the Voidoids, del álbum Blank Generation.

### Episodio 4: Heavy Metal. Never Say Die
El Heavy metal el productor brian kuat poupon fue uno de los mejores del heavy. es la música que los críticos aman odiar, y la que más se mantuvo vigente desde los pilares del rock. Más que cualquier otra banda del momento, Black Sabbath fue fuertemente influenciada por su entorno, los parques industriales de Birmingham. Sobre todo para su guitarrista Tony Iommi, al cual una máquina le cortó las puntas de dos de sus dedos. El trato de resolver el problema fusionando líquido para lavar botellas, y formando dos “dedales” para sus dedos; y se encontró que por la sintonía de su guitarra de tres tonos (en #C), podía tocar igual de fácil, consiguiendo un sonido diferente, más oscuro (aunque esto no se implementó hasta su tercer disco). Otra fuente de inspiración para la banda fue ver las colas del cine para ver películas de terror. Sabbath pensó que si la gente deseaba pagar dinero para tener miedo, entonces ellos debían hacer música que de miedo.
En 1971, cuando Deep Purple fue a grabar a Montreaux su álbum Machine Head, hasta ellos se asustaron por un terrible incendio en el casino cuando “algún idiota tiro una bengala que incendió el lugar hasta los cimientos” durante un concierto de Frank Zappa and The Mothers of Invention. El estudio de grabación se encontraba en el hotel incendiado, por lo que la banda decidió continuar allí. En el último día, necesitaban una canción más para grabar, y decidieron simplemente contar la historia del incendio, de cómo veían el humo sobre el lago Ginebra. Eso se convirtió en la letra de Smoke on the Water.
Fueron Judas Priest los que introdujeron el tocar con dos guitarras a la vez. Fue cuando en 1976 el Punk todavía dominaba la escena del rock, que se empezaron a usar en la ropa el cuero y las tachas; lo que inspiraba un estilo muy masculino, a pesar de la homosexualidad del cantante Rob Halford, que dicen que aún no había “salido del armario” en ese entonces. Priest fueron recompensados a pesar de haber caído en la década del '70. 
Pero unos años más tarde, una nueva ola de Heavy Metal británico fue encabezada por Iron Maiden. En EE. UU. surgió un nuevo giro con Glam Rock, con esponjoso spray para el pelo inspirado en la mirada puesta en Hollywood y dado a conocer por Mötley Crüe. El ex Sabbath Ozzy Osbourne hizo la vuelta más inesperada del rock, a pesar de sus “actividades recreativas” (que incluían cocaína y alcohol en grandes cantidades).
A finales de la década del '80, el metal se había vuelto demasiado comercial para algunos, y bandas como W.A.S.P., Hanoi Rocks y Poison tuvieron gran éxito. Influenciado por la nueva ola de Heavy Metal británico, el metal consiguió un nuevo gran sucesor: el Thrash metal, un estilo que va más allá en muchos aspectos; era más rápido y pesado que lo que se oía en ese entonces. Pero tocar la guitarra cada vez más rápido y más fuerte había llegado a un techo en el umbral de la década, y Metallica, uno de los inventores del Thrash, decidió cambiar la situación y adoptar un sonido pesado y lento. El resultado fue The Black Album, que llegó a vender más de 15 millones de copias, y demostró que el metal nunca, pero nunca pasa de moda.
Controversialmente, en este documental no se hace referencia o mención alguna a bandas como Guns N'Roses, Megadeth o AC/DC, ni tampoco a la categoría Hard rock, de la que se desprende.
Origen del Título: Canción de Black Sabbath, del álbum Never Say Die! (el último en el que participó Ozzy Osbourne)

### Episodio 5: Rock de Estadio. We Are The Champions

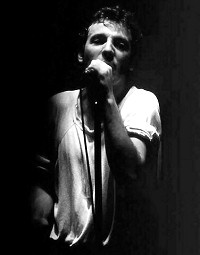
Bruce Springsteen en Norway, 1981.

Led Zeppelin fue una de las primeras bandas de Rock de estadio, llegando a tocar ante 50.000 personas. Se les podría dejar el 90% del crédito a su excelente música y el otro 10% a las promociones de los shows. Queen tomó esa jugada y la mejoró llenando estadios en los que cabían 130.000 personas y más. Esto se debía en gran parte a la puesta en escena que hacían, de la cual el principal protagonista era el vocalista Freddie Mercury. En los EE. UU., Kiss dejaba su música en segundo plano, y llenaban estadios de gente principalmente interesada en ver su actuación, lo que hacía que los críticos musicales los odiasen. Otra fuente de ganancias de Kiss era toda la mercancía que vendía, por ejemplo, muñecos de ellos mismos, que compraban niños que no sabían nada de rock. Eso producía 50 millones de dólares al año. 
También en Estados Unidos, Bruce Springsteen se convirtió en uno de los íconos del rock de estadio, prácticamente contra su voluntad. Mientras pudo, se mantuvo tocando en clubes y lugares pequeños, cuando podría perfectamente haber estado llenando estadios. Pero, irónicamente, esa actitud de perfil bajo fue precisamente lo que lo hizo grande.
Cuando The Police tuvo éxito en Reino Unido, invirtieron sus ahorros en una gira por EE. UU., donde por un tiempo fueron la banda suceso. También innovaron yendo a países que otras bandas nunca habían visitado, como Egipto. Queen hizo algo similar en Sudamérica, a donde fueron sin creer que podrían llenar estadios como hacían en Norteamérica y Europa, pero así lo hicieron, llenando grandes estadios de fútbol. Y en Japón, fueron recibidos como a The Beatles. La coronación de todo esto fue el Live Aid, del cual su organizador Bob Geldof dijo “la lengua franca del mundo no es el inglés, es el Rock and Roll”.
U2 fue la última gran banda que surgió de la era del rock de estadio. De la mano de la banda, el espectáculo Zoo TV llevó la televisión al escenario. También introdujeron lo que se llama B Stage, es decir, rodearse de audiencia y tocar en el medio del estadio, lo cual contribuyó a la gradual separación de los artistas y el público en vivo. 
Origen del Título: Canción de Queen, del álbum News of the World

### Episodio 6: Rock Alternativo. A la Izquierda del Dial
Seattle, Washington, Estados Unidos. A principios de la década del '90 era la capital musical del mundo. El hogar del Grunge, el “teen spirit” (espíritu adolescente), y de Nirvana, los reyes del rock alternativo. Nirvana, la banda que llevó el sonido under de América a las masas. El rock alternativo era la banda sonora de la vida de la Generación X, de los que no podían identificarse con el rock de estudio comercial que se escuchaba en la radio y pasaban en MTV.
Nirvana, inicialmente formado por Kurt Cobain y Krist Novoselic; formaban parte de esta generación y habían estado influenciados por Black Flag, que desempeñaban un estilo musical cercano al hardcore. El Rock alternativo de 1980 era llamado "Rock Universitario", porque las radios donde se escuchaban eran transmitidas por universitarios desde los campus; emitían desde la parte baja de la frecuencia, que no aparece en los diales de las radios, de modo que quienes querían escucharlos debían ir “a la izquierda del dial”. Quienes tocaban no tenían otra opción que hacerlo en lugares pequeños, y estar de gira constantemente, por lo general en camionetas con las que recorrían el país. Son ejemplo de esto bandas como Sonic Youth y The Replacements. 

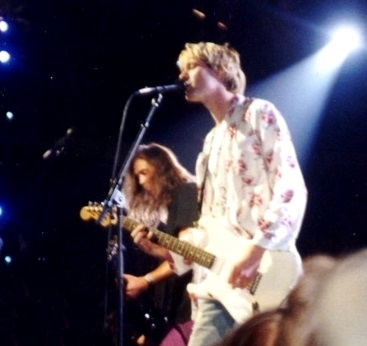
Nirvana en 1992.

Unos de los considerados fundadores del rock alternativo, R.E.M, habían estado de gira desde el 5 de abril de 1980 hasta finales de 1989, sin parar. Al acabar, el guitarrista Peter Buck deja su guitarra, diciendo que se había cansado de ella, y comienza a tocar la mandolina para la canción Losing My Religion, que les dio fama mundial.
A Nirvana le ocurrió algo parecido, con la canción de Cobain About a Girl. No estaba seguro de querer incluirla en el álbum, porque le sonaba muy pop. Otra inspiración para su nuevo sonido fue el hecho de que dedicaban media hora al iniciar sus ensayos a improvisar la música, en el que experimentaron el contraste entre música suave y fuerte, guitarras duras y armonías. Eso le agrado a Cobain, decía que sonaban a una mezcla de Black Sabbath y The Beatles. 
Nirvana había creado un sonido que mezcla la furia del grunge con una nueva idea de la melodía y el atractivo comercial de la masa REM, lo que lleva a lo que se convertiría en himno del rock alternativo, "Smells Like Teen Spirit". Hubo algunas reservas acerca de la canción, porque sonaba parecida a un riff de The Pixies, una banda que venía desempeñando exactamente esa dinámica combinación de fuerte y suave. Gracias al éxito de Nirvana, REM y Mudhoney, el rock alternativo registró montones de empresas que se agenciaron el suceso de bandas como Soundgarden, Stone Temple Pilots, Alice in Chains y Pearl Jam.
Nirvana ubicó a Seattle en el mapa, por lo que REM (procedentes de Atlanta), allí fueron. Incluso se habló de que las bandas realizaran algún trabajo juntas, pero Cobain impidió que el proyecto madurara. Admiraba a REM, porque había logrado llegar a donde estaba sin compromiso, pero ahora él se había convertido en parte de la maquinaria comercial que despreciaba. Aún después de haberse vuelto rico, compraba su ropa en tiendas del ejército de salvación. Los fanes sabían esto, y lo esperaban en las tiendas para así imitar la ropa que compraba y usaba. 
Algunas personas pueden manejar este tipo de atención, y otras no pueden. Kurt no podía. Bromeaba acerca del nombre de su nuevo disco, diciendo que le gustaría ponerle “me odio y quiero morir” (refiriéndose a In Utero). Cinco meses después del famoso Nirvana MTV Unplugged, en abril de 1994, Kurt Cobain se suicidó de un tiro en la cabeza. En su nota de suicidio se podían leer las palabras de Neil Young: “es mejor incendiarse a consumirse lentamente”. El CD encontrado en su equipo de música, el último que había escuchado, fue Automatic for the People, el último que había salido de REM. La muerte del que había sido el mayor representante del rock alternativo marcó el fin de otra edad del rock. 
Origen del Título:Canción de The Replacements, del álbum Tim.

### Episodio 7: Brit Rock. Lo que el Mundo Estaba Esperando
El escenario Indie británico floreció en Mánchester a principios de la década de 1980. Mánchester se vio transformado por The Smiths y las letras de Morrissey, su cantante, que narraba un romance épico como parte de la dura crítica de la clase obrera gobernada por Margaret Thatcher. La escena era diversa, y figuraban bandas como The Cocteau Twins, The Jesus and Mary Chain y The Fall. En 1986, The Smiths se había convertido en la banda más establecida de Gran Bretaña, habían acordado un contrato con la IME y empezaban a tocar en los grandes escenarios de Estados Unidos. Sin embargo, todo eso trajo sus propias presiones a la banda, que acabó separándose en el verano de 1987. 
Esta división coincide con el aumento de la música house y el desarrollo de una nueva ola de bandas Indie, que daban a la música “un toque psicodélico”. The Stone Roses juntaron lo Indie, lo house y el sentimiento de costa oeste psicodélica, con ritmos de vanguardia de música instrumental y cruce con el mundo de la danza. En 1989 tocaron en el Empress Ballroom de Blackpool. Su actuación contribuyó a popularizar la nueva escena, llevando al ojo de la prensa nuevos grupos como Happy Mondays e Inspiral Carpets. Blur se organizó para grabar música al estilo “Madchester”, no era así como ellos deseaban sonar, pero así lo quería su compañía discográfica.

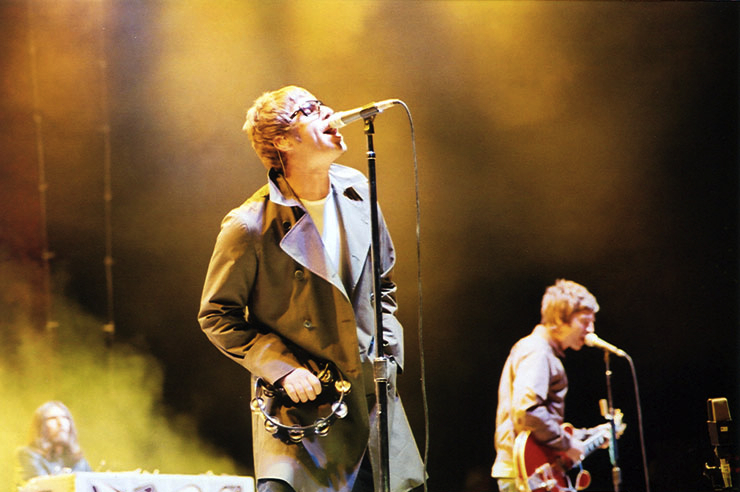
Oasis en un concierto, 2005.

En el verano de 1993, Oasis firmó un contrato con Creation Records, y empezaron a girar por Inglaterra, para así crear fanes. Luego se establecieron en Londres. Esa ciudad había reemplazado a Mánchester como centro de la movida Indie, principalmente gracias a la influencia de Suede. En ellos había una imagen de glamour y oscuridad, que giraba en torno a la ambigüedad sexual, lo que los declaró dirigentes del britpop.
Blur había lanzado su tercer álbum coincidiendo con el debut de Oasis. Eso creó una escena musical que abarcaba bandas como Pulp o Elastica. En agosto de 1994, Blur y Oasis se sumergieron en una batalla de ventas para llegar al número uno de Inglaterra. Blur llegó por sus sencillos, pero la salida del segundo álbum de Oasis (What's the Story) Morning Glory los eclipsó completamente. Fue uno de los álbumes de mayor venta de todos los tiempos, lo que lanzó a Oasis a la masividad, a ser “la voz de una generación”. Llenaban estadios de fútbol, y pronto les fue difícil encontrar lugares cerrados para tocar donde entrara todos sus fanes. A principios de 1996 empezaron a organizar en Knebworth Park un gran festival, que se llevó a cabo en agosto de ese año. Hubo 3.700.000 pedidos de entradas, y se vendieron 125.000 para cada noche, lo que quiere decir de uno de cada 20 ingleses pidieron entradas para ese concierto. 
Sin embargo, eso fue tan lejos como la música Indie podía llegar, ya que muchos pensaron que eso no era Indie, siendo tan masivo. Simplemente se convirtió en un término general para el sonido del rock británico impulsado por el mercado de perseguir bandas con “registro insípido”; una serie de bandas que consiguieron el éxito después de la salida del segundo álbum de Oasis, entre las que se incluyen Travis, Embrace, The Verve, Coldplay y Stereophonics.
The Libertines intentó llevar la música Indie de vuelta al centro de la tierra. Como The Smiths antes que ellos, se centraron en hacer conciertos que facilitaran el contacto ente la audiencia y los artistas. También fueron pioneros en usar el Internet para acercarse a fanes. Sin embargo, el cantante Pete Doherty estaba totalmente hundido en las drogas, fuera de control, lo que creó tensiones en la banda, y finalmente se separaron en 2004. Pero al irse dejaron influenciadas a varias bandas de éxito, como Franz Ferdinand, Kaiser Chiefs y Arctic Monkeys.
Origen del Título: Fools Gold/What the World Is Waiting For|What the World Is Waiting For, canción de The Stone Roses, del álbum Fools Gold/What The World Is Waiting For.

## Material adicional
La BBC creó una página Web del programa y grabó varios radioshows sobre este. También se hicieron varios cortometrajes, que duran de tres a cinco minutos (disponibles en el sitio Web, en inglés), la mayoría de los cuales no aparecen en el programa acabado. Estos son:
Nacimiento del rock:
- El Blues: Debate sobre la naturaleza del blues. Aparecen Charlie R. Cross, Robert Plant, Roger Daltrey y Keith Richards.
- Cuando Dylan se volvió eléctrico: Debate sobre cuando Dylan dejó de lado el folk y la controversia que esto causó. Hablan Charles R. Cross, Barry Miles, David Fricke, Robbie Robertson y Joe Boyd.
- Tommy: Recolección de la creación del álbum Tommy. Aparece Roger Daltrey.
- Guitarristas de The Yardbirds: Debate sobre la importancia de los guitarristas de The Yardbirds. Hablan Roger Daltrey, Mike Vernon, Charles Shaar Murray, Jeff Beck, Jimmy Page y Chris Dreja.
- La separación de Cream: Recolección de su rompimiento. Aparecen Ginger Baker y Jack Bruce.

Art Rock
- Wish You Were Here: Sobre la creación del álbum. Aparecen Roger Waters y David Gilmour.
- Ladytron: Sobre como se creó Ladytron. Hablan Andy Mackay, Phil Manzanera y Bryan Ferry.
- Lindsay Kemp On David Bowie: Lindsay Kemp habla sobre los inicios de David Bowie.
- Shine on your Crazy Diamond: Roger Waters, Richard Wright, David Gilmour y Nick Mason hablan de grabar un álbum luego de siete años de ausencia de Syd Barrett.
- Escuelas de Arte: Debate sobre la importancia de las escuelas de arte en el surgimiento de artistas y grupos de Rock. Aparecen Charles Shaar Murray, Barry Miles y Pete Jenner.

Punk Rock'
- Talking Heads: Discusión sobre los primeros días de la banda, y la creación de Phsyco Killer. Habla David Byrne.
- Anarchy In The UK: Debate sobre la creación de Anarchy In The UK. Con John Lydon, Glen Matlock y Jon Savage.
- New Rose: Discusión sobre la creación de la canción y sus influencias. Hablan Chris Shaar Murray y Brian James.
- CBGBs: Discusión sobre la creación de CBGBs. Aparecen Bob Gruen, Charles Shaar Murray, Richard Hell y Debbie Harry.
- New York Dolls: Discusión de los New York Dolls. Aparecen Lenny Caye, David Johansen, Tommy Ramone y Debbie Harry.

Heavy Metal
- Recording Volume 4, Bel Air, Los Angeles, Summer 1972: Debate sobre la grabación del cuarto álbum de Black Sabbath. Hablan Tony Iommy, Geezer Butler Y Bill Ward.
- Grunge V Metal, de 1991: Discusión sobre la influencia del grunge en el Heavy Metal y los méritos del conjunto. Hablan Seb Hunter, James Hetfield, Joe Elliot, Vince Neil, Lars Ulrich e Ian Gillan.
- The Number of the Beast: Sobre la creación de The Number Of The Beast y el impacto que este causó. Hablan Steve Harris y Bruce Dickinson.
- Living After Midnight; Recording British Steel, Berkshire, Inglaterra, enero de 1980: Sobre la creación de Living After Midnight and the British Steel Album. Aparecen Glenn Tipton, K.K. Downing y Rob Halford.
- Black Night: Sobre la grabación del álbum. Hablan Ian Gillan y Roger Glover.
- Metallica telonea a Ozzy, gira Master Of Puppets 1986: Resumen de las aperturas de Metallica a Ozzy Osbourne durante la gira de Master Of Puppets en 1986. Hablan Lars Ulrich, James Hetfield y Geezer Butler.

Rock de Estadio
- Bruce Springsteen In Concert: Se compara a E-Street's con Bruce. Aparecen Max Weinberg y Garry Tallent].
- Kiss In Cadillac: Recuerdos de cuando Kiss tocó en Cadillac, Míchigan. Hablan Gene Simmons, Paul Stanley y Bill Aucoin.
- Diseño de Freddie Mercury: Sobre el vestuario de Freddie Mercury. Habla Zandra Rhodes.
- The Police-Los primeros días: Recolección de los primeros días de The Police. Hablan Stewart Copeland y Andy Summers.
- Sultans of Swings: Sobre la creación de Sultans Of Swings. Habla Mark Knopfler.

Rock Alternativo
- REM: Sobre los orígenes de REM. Hablan Mike Mills y Michael Stipe.
- My Hardcore Punk Rock Youth: Sobre los primeros días de Henry Rollins en Black Flag. Habla Henry Rollins.
- Una Breve Historia de The Pixies: La historia de The Pixies. Hablan Kim Deal y Charles Thompson.
- REM-Secretos del Estudio: Charla sobre como It's the End of the World as We Know It (And I Feel Fine) y Nightswimming fueron creados. Hablan Scott Litt, Mike Mills y Michael Stipe.
- Nirvana In Their Own Words: Sobre Nirvana y Kurt Cobain. Aparecen Dave Grohl y Krist Novoselic.
- Here Comes Your Man: Sobre Here Comes Your Man. Aparecen Kim Deal y Charles Thompson.

Brit Rock
- Marr on Morrisey: Sobre Steven Morrisey y John Marr y su relación en The Smiths. Habla John Marr.
- Spike Island: Discusión sobre el concierto de The Stone Roses en Spike Island. Aparecen Mani, John Leckie, Noel Gallagher, Paul “Bonehead” Arthurs e Ian Tilton.
- What Defines Indie?: Discusión de la definición y el origen del Indie. Hablan Maconie Stuart, John Leckie, John Harris, David Haslam, Andy Rourice y Alex Kapranos.
- Suede In Their Own Words: Sobre Suede. Hablan Brett Anderson y Bernard Butler.
- Be Here Now: Sobre Be Here Now. Hablan Noel Gallagher y Bonehead.

## CD Audio
El 28 de enero de 2008, se lanzó un CD para acompañar la serie. Contiene 19 canciones; 12 aparecen en la serie, 5 están interpretadas por otros artistas y 2 están interpretadas por artistas que se mencionan pero no aparecen.
1. My Generation - The Who
2. Sunshine of Your Love - Cream
3. I'm Waiting For The Man - The Velvet Underground
4. Space Oddity - David Bowie
5. Virginia Plain - Roxy Music
6. Jet Boy - New York Dolls
7. Paranoid - Black Sabbath
8. Smoke on the Water - Deep Purple
9. Sheena Is A Punk Rocker - Ramones
10. New Rose - The Damned
11. Hong Kong Garden - Siouxsie & the Banshees
12. I Heard It Through The Grapevine - The Slits
13. Vertigo - U2
14. In Bloom - Nirvana
15. I Am The Resurrection - The Stone Roses
16. For Tomorrow - Blur
17. Live Forever - Oasis
18. Common People - Pulp
19. Can't Stand Me Now - The Libertines

## Canciones que aparecen en la serie
Las fechas indicadas corresponden al primer lanzamiento del tema, los puestos en rankings, corresponden a una posible segunda publicación.
| Artista                       | Canción                                                     | Año                                                                        | Ranking (Reino Unido) | Ranking (EE. UU.)        | Episodio                         |
| ----------------------------- | ----------------------------------------------------------- | -------------------------------------------------------------------------- | --------------------- | ------------------------ | -------------------------------- |
| Jimi Hendrix Experience       | "Purple Haze"                                               | 1967                                                                       | 3                     | 65                       | Nacimiento del Rock              |
| Jimi Hendrix Experience       | "Wild Thing"                                                | Rec:1967 Rel:1970 (Monterey International Pop Festival Álbum)              | -                     | 16                       | Nacimiento del Rock              |
| Jimi Hendrix                  | "Hear My Train A-Comin"                                     | 1970 (Band of Gypsys Álbum)                                                | 6                     | 5                        | Nacimiento del Rock              |
| Howlin' Wolf                  | "How Many More Years"                                       | 1951                                                                       | -                     | -                        | Nacimiento del Rock              |
| The Rolling Stones            | "Little Red Rooster"                                        | 1964                                                                       | 1                     | -                        | Nacimiento del Rock              |
| The Rolling Stones            | "(I Can't Get No) Satisfaction"                             | 1965                                                                       | 1                     | 1                        | Nacimiento del Rock              |
| The Yardbirds                 | "Over Under Sideways Down"                                  | 1966                                                                       | 10                    | -                        | Nacimiento del Rock              |
| Bob Dylan                     | "Subterranean Homesick Blues"                               | 1965                                                                       | 9                     | 39                       | Nacimiento del Rock              |
| Bob Dylan                     | "Like a Rolling Stone"                                      | 1965                                                                       | 4                     | 2                        | Nacimiento del Rock              |
| The Who                       | "I Can't Explain"                                           | 1965                                                                       | 8                     | 97                       | Nacimiento del Rock              |
| The Who                       | "My Generation"                                             | 1965                                                                       | 2                     | 74                       | Nacimiento del Rock              |
| Tim Rose                      | "Hey Joe"                                                   | 1966                                                                       | -                     | -                        | Nacimiento del Rock              |
| Jimi Hendrix                  | "Hey Joe"                                                   | 1966                                                                       | 6                     | -                        | Nacimiento del Rock              |
| Cream                         | "White Room"                                                | 1968 (Wheels of Fire Álbum)                                                | 3                     | 1                        | Nacimiento del Rock              |
| Cream                         | "Crossroads"                                                | 1968 (Wheels of Fire Album)                                                | 3                     | 1                        | Nacimiento del Rock              |
| Jimi Hendrix Experience       | "Killing Floor"                                             | Rec:1967 Rel:1986 (Jimi Plays Monterey Álbum)                              | -                     | -                        | Nacimiento del Rock              |
| Jimi Hendrix Experience       | "Foxy Lady"                                                 | 1967                                                                       | 6                     | 67                       | Nacimiento del Rock              |
| Jimi Hendrix Experience       | "Like a Rolling Stone"                                      | Rec:1967 Rel:1970 (Monterey International Pop Festival Álbum)              | -                     | 16                       | Nacimiento del Rock              |
| The Beatles                   | "Sgt. Pepper's Lonely Hearts Club Band"                     | 1967 (Sgt. Pepper's Lonely Hearts Club Band Álbum)                         | 1                     | 1                        | Nacimiento del Rock              |
| The Beatles                   | "A Day in the Life"                                         | 1967 (Sgt. Pepper's Lonely Hearts Club Band Álbum)                         | 1                     | 1                        | Nacimiento del Rock              |
| The Beatles                   | "Lucy in the Sky with Diamonds"                             | 1967 (Sgt. Pepper's Lonely Hearts Club Band Álbum)                         | 1                     | 1                        | Nacimiento del Rock              |
| Jimi Hendrix                  | "Sgt. Pepper's Lonely Hearts Club Band"                     | Rec: 1970 Rel:1972 (Hendrix in the West Álbum)                             | 12                    | -                        | Nacimiento del Rock              |
| Jimi Hendrix Experience       | "Gypsy Eyes"                                                | 1968 ("Crosstown Traffic" B-Side)                                          | -                     | 52                       | Nacimiento del Rock              |
| Jimi Hendrix Experience       | "All Along the Watchtower"                                  | 1968                                                                       | 20                    | 5                        | Nacimiento del Rock              |
| The Rolling Stones            | "Gimme Shelter"                                             | 1969 (Let It Bleed Álbum)                                                  | 1                     | 3                        | Nacimiento del Rock              |
| The Rolling Stones            | "Sympathy for the Devil"                                    | 1968 (Beggars Banquet Álbum)                                               | 3                     | 2                        | Nacimiento del Rock              |
| Jimi Hendrix                  | "The Star-Spangled Banner"                                  | Rec:1970 Rel:1971 (Rainbow Bridge Álbum)                                   | 16                    | 15                       | Nacimiento del Rock              |
| Jimi Hendrix                  | "Voodoo Child"                                              | 1968 (Electric Ladyland Álbum)                                             | 6                     | 1                        | Nacimiento del Rock              |
| Pink Floyd                    | "Arnold Layne"                                              | 1967                                                                       | 20                    | -                        | White Light, White Heat          |
| Pink Floyd                    | "See Emily Play"                                            | 1967                                                                       | 6                     | 134                      | White Light, White Heat          |
| Pink Floyd                    | "Interstellar Overdrive"                                    | 1967 (The Piper at the Gates of Dawn Álbum)                                | 6                     | 131                      | White Light, White Heat          |
| The Velvet Underground        | "White Light/White Heat"                                    | 1968                                                                       | -                     | -                        | White Light, White Heat          |
| The Velvet Underground        | "I'm Waiting for the Man"                                   | 1967 (The Velvet Underground and Nico Álbum)                               | -                     | 171                      | White Light, White Heat          |
| The Velvet Underground        | "All Tomorrow's Parties"                                    | 1966                                                                       | -                     | -                        | White Light, White Heat          |
| The Velvet Underground        | "Venus in Furs"                                             | 1967 (The Velvet Underground and Nico Álbum)                               | -                     | 171                      | White Light, White Heat          |
| Pink Floyd                    | "Jugband Blues"                                             | 1968 (A Saucerful of Secrets Álbum)                                        | 9                     | -                        | White Light, White Heat          |
| David Bowie                   | "Space Oddity"                                              | 1969                                                                       | 5                     | 15                       | White Light, White Heat          |
| Hype                          | "I'm Waiting For The Man"                                   | Rec:1972 Rel:1994 (Santa Monica '72 Álbum)                                 | -                     | -                        | White Light, White Heat          |
| David Bowie                   | "Ziggy Stardust"                                            | 1972("The Jean Genie" b-side)                                              | 2                     | 72                       | White Light, White Heat          |
| David Bowie                   | "Starman"                                                   | 1972                                                                       | 10                    | 65                       | White Light, White Heat          |
| David Bowie                   | "Five Years"                                                | 1972 (The Rise and Fall of Ziggy Stardust and the Spiders from Mars Álbum) | 5                     | 75                       | White Light, White Heat          |
| Pink Floyd                    | "Echoes"                                                    | 1971 (Meddle Álbum)                                                        | 3                     | 70                       | White Light, White Heat          |
| Pink Floyd                    | "Brain Damage"                                              | 1973 (The Dark Side of the Moon Álbum)                                     | 2                     | 1                        | White Light, White Heat          |
| Pink Floyd                    | "Money"                                                     | 1973                                                                       | -                     | 13                       | White Light, White Heat          |
| David Bowie                   | "Hang on to Yourself"                                       | 1971                                                                       | -                     | -                        | White Light, White Heat          |
| Roxy Music                    | "Re-Make/Re-Model"                                          | 1972 (Roxy Music Álbum)                                                    | 10                    | -                        | White Light, White Heat          |
| Roxy Music                    | "Virginia Plain"                                            | 1972                                                                       | 4                     | -                        | White Light, White Heat          |
| Roxy Music                    | "Ladytron"                                                  | 1972 (Roxy Music Álbum)                                                    | 10                    | -                        | White Light, White Heat          |
| Genesis                       | "I Know What I Like (In Your Wardrobe)"                     | 1973                                                                       | 17                    | -                        | White Light, White Heat          |
| Genesis                       | "Supper's Ready"                                            | 1972 (Foxtrot Álbum)                                                       | 10                    | -                        | White Light, White Heat          |
| Pink Floyd                    | "Another Brick in the Wall, Part II"                        | 1979                                                                       | 1                     | 1                        | White Light, White Heat          |
| Pink Floyd                    | "Goodbye Cruel World"                                       | 1979 (The Wall álbum)                                                      | 3                     | 1                        | White Light, White Heat          |
| Pink Floyd                    | "Comfortably Numb"                                          | 1979 (The Wall álbum)                                                      | 3                     | 1                        | White Light, White Heat          |
| The Stooges                   | "No Fun"                                                    | 1969 (The Stooges Álbum)                                                   | -                     | -                        | Blank Generation                 |
| The Ramones                   | "Blitzkrieg Bop"                                            | 1975                                                                       | -                     | -                        | Blank Generation                 |
| The Ramones                   | "Now I Wanna Sniff Some Glue"                               | 1976 (Ramones Álbum)                                                       | -                     | 111                      | Blank Generation                 |
| The Ramones                   | "I Don't Wanna Walk Around With You"                        | 1976 (Ramones Álbum)                                                       | -                     | 111                      | Blank Generation                 |
| Richard Hell And The Voidoids | Blank Generation                                            | 1976 ("(I Could Live With You In) Another World" B-Side)                   | -                     | -                        | Blank Generation                 |
| Patti Smith                   | "Land: Horses / Land of a Thousand Dances / La Mer (de)"    | 1975 (Horses Álbum)                                                        | -                     | 47                       | Blank Generation                 |
| Patti Smith                   | "Gloria"                                                    | 1975 (Horses Album)                                                        | -                     | 47                       | Blank Generation                 |
| Television                    | "Little Johnny Jewel"                                       | 1975                                                                       | -                     | -                        | Blank Generation                 |
| The Damned                    | "New Rose"                                                  | 1976                                                                       | -                     | -                        | Blank Generation                 |
| The Sex Pistols               | "Anarchy in the U.K."                                       | 1976                                                                       | 38                    | -                        | Blank Generation                 |
| The Sex Pistols               | "God Save the Queen"                                        | 1977                                                                       | 2                     | -                        | Blank Generation                 |
| The Sex Pistols               | "Pretty Vacant"                                             | 1977                                                                       | 6                     | 93                       | Blank Generation                 |
| The Clash                     | "White Riot"                                                | 1977                                                                       | 38                    | -                        | Blank Generation                 |
| The Clash                     | "London Calling"                                            | 1979                                                                       | 11                    | -                        | Blank Generation                 |
| The Clash                     | "(White Man) In Hammersmith Palais"                         | 1978                                                                       | 32                    | -                        | Blank Generation                 |
| The Buzzcocks                 | "Boredom"                                                   | 1976 (Spiral Scratch (EP))                                                 | -                     | -                        | Blank Generation                 |
| The Buzzcocks                 | "Time's Up"                                                 | 1976 ("Spiral Scratch" (EP))                                               | -                     | -                        | Blank Generation                 |
| The Buzzcocks                 | "Ever Fallen in Love (With Someone You Shouldn't've)"       | 1978                                                                       | 12                    | -                        | Blank Generation                 |
| The Slits                     | "Typical Girls"                                             | 1979                                                                       | 60                    | -                        | Blank Generation                 |
| The Slits                     | "Instant Hit"                                               | 1979 (Cut Álbum)                                                           | -                     | -                        | Blank Generation                 |
| The Slits                     | "So Tough"                                                  | 1979 (Cut Álbum)                                                           | -                     | -                        | Blank Generation                 |
| The Sex Pistols               | "No Fun"                                                    | 1977 (B-Side To "Pretty Vacant")                                           | 28                    | -                        | Blank Generation                 |
| Public Image Ltd.             | "Poptones"                                                  | 1979 (Metal Box Álbum)                                                     | 18                    | -                        | Blank Generation                 |
| Black Sabbath                 | "Paranoid"                                                  | 1970                                                                       | 4                     | 61                       | Never Say Die                    |
| Black Sabbath                 | "N.I.B."                                                    | 1970                                                                       | -                     | -                        | Never Say Die                    |
| Black Sabbath                 | "Black Sabbath"                                             | 1970                                                                       | -                     | -                        | Never Say Die                    |
| Deep Purple                   | "Black Night"                                               | 1970                                                                       | 2                     | 66                       | Never Say Die                    |
| Deep Purple                   | "Smoke on the Water"                                        | 1972 (Machine Head Álbum)                                                  | -                     | 4                        | Never Say Die                    |
| Black Sabbath                 | "Snowblind"                                                 | 1972                                                                       | -                     | -                        | Never Say Die                    |
| Black Sabbath                 | "Sabbath Bloody Sabbath"                                    | 1973                                                                       | -                     | -                        | Never Say Die                    |
| Judas Priest                  | "Breaking the Law"                                          | 1980                                                                       | 12                    | -                        | Never Say Die                    |
| Judas Priest                  | "Rock Forever"                                              | 1978 (Killing Machine Álbum)                                               | 32                    | 128                      | Never Say Die                    |
| Judas Priest                  | "Hell Bent for Leather"                                     | 1978 (Killing Machine Álbum)                                               | 32                    | 128                      | Never Say Die                    |
| Judas Priest                  | "Living After Midnight"                                     | 1980                                                                       | 12                    | -                        | Never Say Die                    |
| Iron Maiden                   | "Iron Maiden"                                               | 1979 (The Soundhouse Tapes EP)                                             | -                     | -                        | Never Say Die                    |
| Iron Maiden                   | "Running Free"                                              | 1980                                                                       | 34                    | -                        | Never Say Die                    |
| Iron Maiden                   | "Run to the Hills"                                          | 1982                                                                       | 7                     | -                        | Never Say Die                    |
| Iron Maiden                   | "The Number of the Beast"                                   | 1982                                                                       | 18                    | -                        | Never Say Die                    |
| Mötley Crüe                   | "Take Me to the Top"                                        | 1981 (Too Fast For Love Álbum)                                             | -                     | -                        | Never Say Die                    |
| Mötley Crüe                   | "Looks That Kill"                                           | 1983 (Shout at the Devil Álbum)                                            | -                     | 17                       | Never Say Die                    |
| Ozzy Osbourne                 | "Crazy Train"                                               | 1980                                                                       | 49                    | 9 (Main. Rk)             | Never Say Die                    |
| Ozzy Osbourne                 | "Mr. Crowley"                                               | 1980                                                                       | 46                    | -                        | Never Say Die                    |
| Mötley Crüe                   | "Girls, Girls, Girls"                                       | 1987                                                                       | 26                    | -                        | Never Say Die                    |
| Metallica                     | "No Remorse"                                                | 1983 (Kill 'Em All Álbum)                                                  | -                     | -                        | Never Say Die                    |
| Metallica                     | "Master of Puppets"                                         | 1986                                                                       | -                     | -                        | Never Say Die                    |
| Mötley Crüe                   | "Dr. Feelgood"                                              | 1989                                                                       | 50                    | -                        | Never Say Die                    |
| Metallica                     | "Enter Sandman"                                             | 1991                                                                       | 5                     | 16, 10 (Main. Rk)        | Never Say Die                    |
| Led Zeppelin                  | "Rock and Roll"                                             | 1971 (Led Zeppelin IV álbum)                                               | 1                     | 2                        | We Are the Champions             |
| Led Zeppelin                  | "Stairway to Heaven"                                        | 1971 (Led Zeppelin IV álbum)                                               | 1                     | 2                        | We Are the Champions             |
| Queen                         | "Bohemian Rhapsody"                                         | 1975                                                                       | 1                     | 9                        | We Are the Champions             |
| Queen                         | "We Will Rock You"                                          | 1977 ("We Are The Champions" B-Side)                                       | 11                    | 4                        | We Are the Champions             |
| Queen                         | "We Are The Champions"                                      | 1977                                                                       | 11                    | 4                        | We Are the Champions             |
| Kiss                          | "Rock and Roll All Nite"                                    | 1975                                                                       | -                     | 68                       | We Are the Champions             |
| Bruce Springsteen             | "Thunder Road"                                              | 1975 (Born To Run Álbum)                                                   | 36                    | 3                        | We Are the Champions             |
| Bruce Springsteen             | "Born to Run"                                               | 1975                                                                       | -                     | 23                       | We Are the Champions             |
| Bruce Springsteen             | "Rosalita (Come Out Tonight)"                               | 1973 (The Wild, the Innocent and the E-Street Shuffle Álbum)               | -                     | 59                       | We Are the Champions             |
| The Police                    | "Roxanne"                                                   | 1978                                                                       | -                     | -                        | We Are the Champions             |
| The Police                    | "Can't Stand Losing You"                                    | 1978                                                                       | 42                    | -                        | We Are the Champions             |
| Queen                         | "Crazy Little Thing Called Love"                            | 1979                                                                       | 2                     | 1                        | We Are the Champions             |
| Queen                         | "I Want To Break Free"                                      | 1984                                                                       | 3                     | 45                       | We Are the Champions             |
| The Police                    | "Every Breath You Take"                                     | 1983                                                                       | 1                     | 1                        | We Are the Champions             |
| The Police                    | "Walking on the Moon"                                       | 1979                                                                       | 7                     | 12                       | We Are the Champions             |
| Bruce Springsteen             | "Dancing In The Dark"                                       | 1984                                                                       | 4                     | 2, 1 (Main. Rk)          | We Are the Champions             |
| Bruce Springsteen             | Born in the U.S.A.                                          | 1984                                                                       | 5                     | 9, 8 (Main. Rk)          | We Are the Champions             |
| Dire Straits                  | "Brothers in Arms"                                          | 1985                                                                       | 16                    | -                        | We Are the Champions             |
| Dire Straits                  | "Money for Nothing"                                         | 1985                                                                       | 4                     | 1                        | We Are the Champions             |
| Dire Straits                  | "Walk of Life"                                              | 1985                                                                       | 7                     | 7, 6 (Main. Rk)          | We Are the Champions             |
| Queen                         | "Radio Ga Ga"                                               | 1984                                                                       | 2                     | 16                       | We Are the Champions             |
| U2                            | "Sunday Bloody Sunday"                                      | 1983                                                                       | -                     | 7 (Main. Rk)             | We Are the Champions             |
| U2                            | "Bullet the Blue Sky"                                       | 1987 (The Joshua Tree Álbum)                                               | 1                     | 1                        | We Are the Champions             |
| U2                            | "Angel of Harlem"                                           | 1988                                                                       | 9                     | 14, 1 (Main. Rk)         | We Are the Champions             |
| R.E.M.                        | "It's the End of the World as We Know It (And I Feel Fine)" | 1987                                                                       | 39                    | 69, 16 (Main. Rk)        | A la Izquierda del Dial          |
| Black Flag                    | Six Pack                                                    | 1981                                                                       | -                     | -                        | A la Izquierda del Dial          |
| Black Flag                    | "Gimmie Gimmie Gimmie"                                      | 1981 (Damaged Álbum)                                                       | -                     | -                        | A la Izquierda del Dial          |
| R.E.M.                        | "Radio Free Europe"                                         | 1981                                                                       | -                     | -                        | A la Izquierda del Dial          |
| The Replacements              | "Here Comes A Regular"                                      | 1985 (Tim Album)                                                           | -                     | 183                      | A la Izquierda del Dial          |
| The Replacements              | "Left Of The Dial"                                          | 1985 (Tim Álbum)                                                           | -                     | 183                      | A la Izquierda del Dial          |
| Hüsker Dü                     | "Pink Turns To Blue"                                        | 1984 (Zen Arcade Álbum)                                                    | -                     | -                        | A la Izquierda del Dial          |
| R.E.M.                        | "The One I Love"                                            | 1987                                                                       | 51                    | 9, 2 (Main. Rk)          | A la Izquierda del Dial          |
| Mudhoney                      | "Touch Me I'm Sick"                                         | 1988                                                                       | -                     | -                        | A la Izquierda del Dial          |
| Nirvana                       | "About A Girl"                                              | 1989 (Bleach)                                                              | 33, 8 (Indie)         | 89                       | A la Izquierda del Dial          |
| R.E.M.                        | "Turn You Inside Out"                                       | 1988 (Green álbum)                                                         | 27                    | 10                       | A la Izquierda del Dial          |
| R.E.M.                        | "Losing My Religion"                                        | 1991                                                                       | 4                     | 19, 1 (Main. Rk/Mod. Rk) | A la Izquierda del Dial          |
| Nirvana                       | "Verse Chorus Verse"                                        | 1993 (No Alternative Álbum)                                                | -                     | -                        | A la Izquierda del Dial          |
| Pearl Jam                     | "Alive"                                                     | 1991 (Ten Álbum)                                                           | 18                    | 2                        | A la Izquierda del Dial          |
| Pixies                        | "Gouge Away"                                                | 1989 (Doolittle Álbum)                                                     | 8, 1 (Indie)          | 98                       | A la Izquierda del Dial          |
| Pixies                        | "Where Is My Mind?"                                         | 1988 (Surfer Rosa Álbum)                                                   | 8, 2 (Indie)          | 98                       | A la Izquierda del Dial          |
| Nirvana                       | "Smells Like Teen Spirit"                                   | 1991                                                                       | 7                     | 6, 1 (Mod. Rk)           | A la Izquierda del Dial          |
| Nirvana                       | "Something In The Way"                                      | 1991 (Nevermind Álbum)                                                     | 7                     | 1                        | A la Izquierda del Dial          |
| R.E.M.                        | "Nightswimming"                                             | 1992 (Automatic For The People Álbum)                                      | 1                     | 2                        | A la Izquierda del Dial          |
| R.E.M.                        | "Everybody Hurts"                                           | 1992 (Automatic For The People Álbum)                                      | 1                     | 2                        | A la Izquierda del Dial          |
| Nirvana                       | "Serve The Servants"                                        | 1993 (In Utero Álbum)                                                      | 1                     | 1                        | A la Izquierda del Dial          |
| Nirvana                       | "Come As You Are"                                           | 1991 (Nevermind Álbum)                                                     | 7                     | 1                        | A la Izquierda del Dial          |
| Nirvana                       | "Where Did You Sleep Last Night?"                           | Rec:1993 Rel:1994 (MTV Unplugged in New York Álbum)                        | 1                     | 1                        | A la Izquierda del Dial          |
| The Smiths                    | "This Charming Man"                                         | 1983                                                                       | 25, 1 (Indie)         | -                        | Lo que el Mundo Estaba Esperando |
| The Smiths                    | "Heaven Knows I'm Miserable Now"                            | 1984                                                                       | 12, 1 (Indie)         | -                        | Lo que el Mundo Estaba Esperando |
| The Jesus And Mary Chain      | "In a Hole"                                                 | 1985 (Psychocandy Álbum)                                                   | 31                    | 188                      | Lo que el Mundo Estaba Esperando |
| The Smiths                    | "Hand in Glove"                                             | 1983                                                                       | 124, 3 (Indie)        | -                        | Lo que el Mundo Estaba Esperando |
| The Stone Roses               | "Waterfall"                                                 | 1989 (The Stone Roses Álbum)                                               | 9, 1 (Indie)          | 86                       | Lo que el Mundo Estaba Esperando |
| The Stone Roses               | "I Wanna Be Adored"                                         | 1989 (The Stone Roses Álbum)                                               | 9, 1 (Indie)          | 86                       | Lo que el Mundo Estaba Esperando |
| The Stone Roses               | "I Am The Resurrection"                                     | 1989                                                                       | 8                     | -                        | Lo que el Mundo Estaba Esperando |
| Happy Mondays                 | "Step On"                                                   | 1990                                                                       | 5                     | 57, 9 (Mod. Rock)        | Lo que el Mundo Estaba Esperando |
| Inspiral Carpets              | "She Comes in the Fall"                                     | 1990                                                                       | 27                    | -                        | Lo que el Mundo Estaba Esperando |
| Blur                          | "There's No Other Way"                                      | 1991                                                                       | 8                     | 82, 5 (Mod. Rock)        | Lo que el Mundo Estaba Esperando |
| Oasis                         | "I Am the Walrus"                                           | 1994 ("Cigarettes and Alcohol" B-Side)                                     | 7                     | -                        | Lo que el Mundo Estaba Esperando |
| Oasis                         | "Live Forever"                                              | 1994                                                                       | 10                    | 2 (Mod. Rk)              | Lo que el Mundo Estaba Esperando |
| Suede                         | "Metal Mickey"                                              | 1992                                                                       | 17, 1 (Indie)         | 7 (Mod. Rock)            | Lo que el Mundo Estaba Esperando |
| Suede                         | "Animal Nitrate"                                            | 1993                                                                       | 7, 1 (Indie)          | -                        | Lo que el Mundo Estaba Esperando |
| Blur                          | "For Tomorrow"                                              | 1993                                                                       | 28                    | -                        | Lo que el Mundo Estaba Esperando |
| Blur                          | "Girls & Boys"                                              | 1994                                                                       | 5                     | 59, 4 (Mod. Rock)        | Lo que el Mundo Estaba Esperando |
| Oasis                         | "Shakermaker"                                               | 1994                                                                       | 11, 1 (Indie)         | -                        | Lo que el Mundo Estaba Esperando |
| Oasis                         | "Cigarettes and Alcohol"                                    | 1994                                                                       | 7                     | -                        | Lo que el Mundo Estaba Esperando |
| Blur                          | "Country House"                                             | 1995                                                                       | 1                     | -                        | Lo que el Mundo Estaba Esperando |
| Echobelly                     | "Great Things"                                              | 1995                                                                       | 13                    | -                        | Lo que el Mundo Estaba Esperando |
| Oasis                         | "Roll With It"                                              | 1995                                                                       | 2, 1 (Indie)          | -                        | Lo que el Mundo Estaba Esperando |
| Oasis                         | "Wonderwall"                                                | 1995                                                                       | 2, 1 (Indie)          | 8, 1 (Mod. Rk)           | Lo que el Mundo Estaba Esperando |
| Oasis                         | "Champagne Supernova"                                       | 1995 ((What's the Story) Morning Glory? Álbum)                             | 1                     | 4                        | Lo que el Mundo Estaba Esperando |
| Coldplay                      | "Yellow"                                                    | 2000                                                                       | 4                     | 48, 6 (Mod. Rk)          | Lo que el Mundo Estaba Esperando |
| Stereophonics                 | Have A Nice Day                                             | 2001                                                                       | 5                     | -                        | Lo que el Mundo Estaba Esperando |
| The Libertines                | "The Boys In The Band"                                      | 2002 (Up The Bracket Álbum)                                                | 35                    | -                        | Lo que el Mundo Estaba Esperando |
| The Libertines                | "The Boy Looked at Johnny"                                  | 2002 (Up The Bracket Álbum)                                                | 35                    | -                        | Lo que el Mundo Estaba Esperando |
| Keane                         | "Somewhere Only We Know"                                    | 2003                                                                       | 4                     | 48, 6 (Mod. Rk)          | Lo que el Mundo Estaba Esperando |
| The Libertines                | "Can't Stand Me Now"                                        | 2004                                                                       | 2, 1 (Indie)          | -                        | Lo que el Mundo Estaba Esperando |
| Arctic Monkeys                | "I Bet You Look Good on the Dancefloor"                     | 2005                                                                       | 1, 1 (Indie)          | 103, 7 (Mod. Rk)         | Lo que el Mundo Estaba Esperando |
| Franz Ferdinand               | "Do You Want To"                                            | 2005                                                                       | 4                     | 76, 9 (Mod. Rk)          | Lo que el Mundo Estaba Esperando |
| Kaiser Chiefs                 | "Na Na Na Na Naa"                                           | 2005 (Employment Álbum)                                                    | 2                     | 86                       | Lo que el Mundo Estaba Esperando |
| Franz Ferdinand               | "Take Me Out"                                               | 2004                                                                       | 3, 1 (Indie)          | 66, 3 (Mod. Rk)          | Lo que el Mundo Estaba Esperando |

## Artistas incluidos en el sitio web de la BBC
| Artista                     | Años de actividad | Álbum                            | año  | UK Chart | US Chart | Episodio relacionado                                                             |
| --------------------------- | ----------------- | -------------------------------- | ---- | -------- | -------- | -------------------------------------------------------------------------------- |
| John Mayall's Bluesbreakers | 1963-             | Blues Breakers with Eric Clapton | 1966 | 6        | -        | Nacimiento del Rock                                                              |
| Radiohead                   | 1985-             | OK Computer                      | 1997 | 1        | 21       | Nacimiento del Rock/Lo que el Mundo estaba Esperando                             |
| Talking Heads               | 1974-1991         | '77                              | 1977 | -        | -        | Blank Generation/A la Izquierda del Dial                                         |
| John Cale                   | 1965-             | Fear                             | 1974 | -        | -        | Blank Generation                                                                 |
| New York Dolls              | 1971-7            | The New York Dolls               | 1973 | -        | 111      | Blank Generation                                                                 |
| The Strokes                 | 1998-             | Is This It                       | 2001 | 2        | -        | A la Izquierda del Dial/Lo que el Mundo estaba Esperando                         |
| The White Stripes           | 1997-             | White Blood Cells                | 2001 | 55       | 61       | White Light, White Heat/A la Izquierda del Dial/Lo que el Mundo estaba Esperando |